# سمفونی شماره ۲۱ (موتسارت)

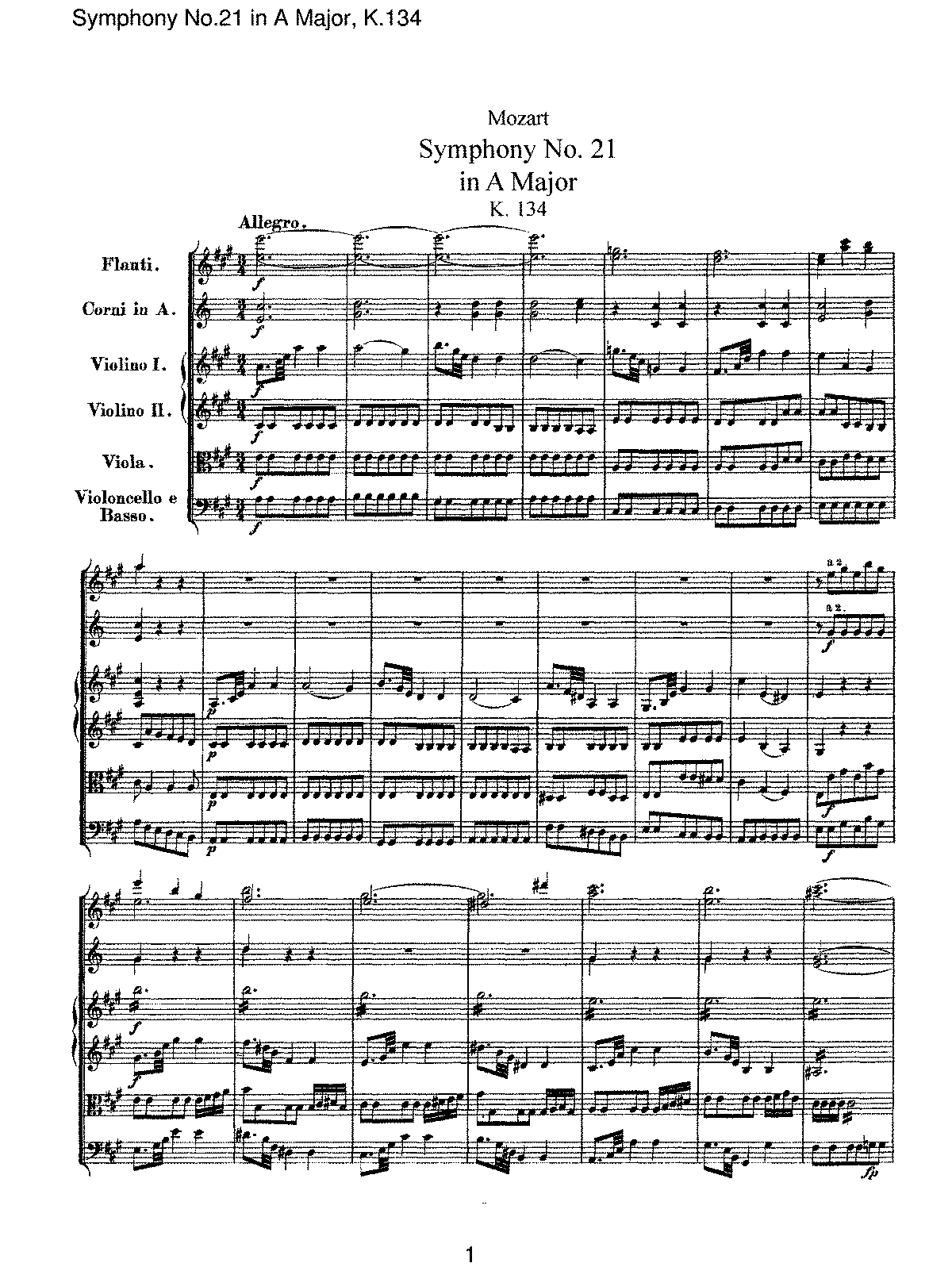
پارتیتور صفحهٔ اول سمفونی شمارهٔ ۲۱، اثر ولفگانگ آمادئوس موتزارت

سمفونی شماره ۲۱ اثر ولفگانگ آمادئوس موتسارت در لا ماژور (ک. ۱۳۴) در اوت سال ۱۷۷۲ تکمیل شده‌است. احتمالاً سفارش یک مشتری اهل میلان دلیل تصنیف آن بوده‌است.
آلفرد اینشتین می‌نویسد: «این سمفونی نوع جدیدی از کانتابیله و تقلید را نشان می‌دهد.»
هرمان آلبرت نیز معتقد است این سمفونی مانند قطاری عاشقانه است که گاهی گرم و صمیمی، گاهی در هوی و هوس‌های عجیب و گاهی در حالتی طوفانی به سر می‌برد.

## ساختار و عناصر
این سمفونی در لا ماژور و در چهار موومان برای ۲ فلوت، ۲ کُر (هورن) و سازهای زهی نوشته شده‌است:
1. آلگرو
2. آندانته
3. منوئتو و تریو
4. آلگرو (فیناله)

موومان اول با ارائهٔ تم نخست توسط ویولن ۱ و همراهی آکوردهای بادی آغاز می‌شود. سپس همین روند در یک اکتاو بم‌تر ادامه پیدا می‌کند. آرپژهای ویولون‌ها و همراهی شکستهٔ ویولا و ویولنسل در ادامهٔ موومان قابل توجه است. پایان این موومان تکراری بر تم اول است، اما شیوهٔ گسترش تم دوم برای آن به کار گرفته می‌شود.
موومان دوم حرکتی آرام و پیوسته دارد. ویولون‌ها و ویولا مکرراً با تریادهای شکسته همدیگر را ملاقات می‌کنند و خط هارمونیک باس نیز با پرش‌های اکتاوی این دو را پشتیبانی می‌کند.
موتسارت خود در مورد این موومان می‌نویسد: «مانند تندبادی است در یک نیمه‌شب آرام و صاف».
موومان سوم در فرم غالب منوئتو – تریو رایج در سده‌های ۱۷ و ۱۸ است. بخش اول در لا ماژور آغاز می‌شود و پس از مدولاسیون به ر ماژور، دوباره به لا بازمی‌گردد.
موومان چهارم با ارائهٔ ملودی تم اول توسط ویولون‌ها آغاز می‌شود، سپس تمام ارکستر با تکرار این موتیف‌ها وارد می‌شود. سنکپ‌های ضرب دوم هر میزان در آن بسیار مشهودند. بخش میانی با یک مکث غیرمنتظره آغاز می‌شود، سپس با بخشی تیره در دو مینور ادامه پیدا می‌کند. پس از گسترش و مرور تم‌ها، کودا سر رسیده و با آکوردهایی در لا ماژور پایان می‌پذیرد.